# Giải thoát

Mô tả các linh hồn được giải phóng tại giải thoát.

Giải thoát (zh. 解脫, sa. mokṣa, vimokṣa, mukti, vimukti, pi. vimutti, ja. gedatsu) hay mục tì nghĩa là đạt tự do sau khi buông xả tất cả những trói buộc trong cuộc sống. Các tôn giáo có gốc Ấn Độ như Phật giáo, Ấn Độ giáo, Kì-na giáo trình bày và giải thích Giải thoát khác nhau chút ít.

## Giải thoát trong Phật giáo
Giải phóng ra khỏi Khổ bằng cách thấy biết nguyên nhân của khổ và tận diệt nó, tức là thực hiện Tứ diệu đế và đoạn diệt Ô nhiễm (sa. āśrava). Giải thoát tức là thoát khỏi ảo tưởng và khổ, thoát khỏi sự tái sinh trong Luân hồi (sa. saṃsāra) và đạt Niết-bàn (sa. nirvāṇa). Danh từ Giải thoát được dùng đồng nghĩa với Giác ngộ, Ngộ.

## Giải thoát trong Ấn Độ giáo
Nếu như triết học Trung Quốc đi vào nghiên cứu đời sống chính trị xã hội với những quan niệm xã hội hiện thực, nhằm tìm ra những biện pháp, những cách thức để cải biến và ổn định trật tự xã hội, giáo dục đạo đức con người thì triết học Ấn Độ nói chung và tư tưởng Phật giáo nói riêng lại tập trung vào lý giải bản chất đời sống tâm linh con người. Theo đó, Phật giáo hướng con người vượt qua sự mê ngộ, vô minh, nhận ra bản tính của mình và thực tướng của vạn vật, hòa nhập được vào với bản thể vũ trụ tuyệt đối, chân thực, bằng nhận thức trực giác, "thực nghiệm tâm linh" – Đó chính là sự giải thoát.
Giải thoát theo tiếng Phạn là moksha, mukti (mộc xoa, mộc đề). "Gỉải" nghĩa là gỡ ra, cởi ra, chia tách ra hay giải thích cho rõ; chữ "thoát" nghĩa là vượt ra khỏi sự trói buộc, vượt ra ngoài sự ràng buộc… 
Theo các kinh sách triết học và tôn giáo cổ Ấn Độ, từ giải thoát có rất nhiều nghĩa, người ta có thể xem xét nó qua các mặt khác nhau như trạng thái, mục đích, phương tiện và kết quả. Và người ta cũng có thể xem xét nó ở các bản thể luận hay mặt nhận thức luận, mặt triết học, mặt tâm lý cũng như mặt đạo đức, tôn giáo.
Trong triết lý Phật giáo Ấn Độ, giải thoát tức là trạng thái đời sống tinh thần con người vượt ra khỏi mọi sự rang buộc của thế giới nhục dục, là sự "diệt" hết mọi dục vọng hay dập tắt ngọn lửa dục vọng và đạt tới cảnh trí Niết bàn với cái tâm tuyệt đối thanh tịnh, không vọng động, an lạc, bất sinh, bất diệt và tự do, tự tại, bằng con đường tu luyện đạo đức giữ nghiêm giới luật và tu luyện tri thức, thiền định, thực nghiệm tâm linh để đạt tới giác ngộ theo: "Tam học" (Giới – Định – Tuệ).